# Szikszai Rémusz
Szikszai Rémusz (Nagykároly, 1969. február 27. –) romániai magyar színész, rendező és dramaturg.

## Életpályája
1969-ben született a romániai Nagykárolyban. A középiskolában matematika-fizika szakot végzett. 1990–1994 között a marosvásárhelyi Szentgyörgyi István Színművészeti Főiskola hallgatója volt, színész szakon. Egyetemi évei alatt, társaival UNITER-díjban részesült, a Tom Paine című előadásért. 1994–1997 között a Kolozsvári Állami Magyar Színház színésze volt. 1997–2006 között a Bárka Színház tagja, majd 2006-tól szabadúszó. 2005-ben a Kaliszi Fesztiválon díjazták a részvételével készült Mulatság című előadást. Rendszeresen játszik, rendez, szinkronizál és műsort is vezet különböző színházakban, televízióban. 2017-2020 között az Orlai Produkció Iroda társulatának tagja volt.

## Magánélete
Első felesége Spolarics Andrea volt.  Két fiúgyermekük született: Mirkó Milán, Boskó Iván. Második felesége Bérczes Anna, fiuk Gáspár András.

## Főbb rendezései
- Székely János: Caligula helytartója – VÁDLI Alkalmi Színházi Társulás – 2011
- Mihail Bulgakov: A képmutatók cselszövése – VÁDLI Alkalmi Színházi Társulás – 2012
- Pintér Béla-Darvas Benedek: Parasztopera – Temesvári Csiky Gergely Színház – 2013
- Paul Foster: I. Erzsébet – VÁDLI Alkalmi Színházi Társulás – 2013
- Harold Pinter: Az utolsó pohár – Stúdió K – 2014
- Peter Shaffer: Amadeus – Belvárosi Színház – 2014
- Szép Ernő: Május – Dunaújvárosi Bartók Kamaraszínház – 2014
- Tom Stoppard: Rosencrantz és Guildenstern halott – VÁDLI Alkalmi Színházi Társulás – 2014
- Parti Nagy Lajos : Molière: Tartuffe – Tatabányai Jászai Mari Színház – 2015
- Szép Ernő: Emberszag – VÁDLI Alkalmi Színházi Társulás – 2015
- William Shakespeare: Rómeó és Júlia – Debreceni Csokonai Nemzeti Színház – 2016
- Martin McDonagh: A párnaember – Radnóti Miklós Színház – 2016
- Székely Csaba: Kutyaharapás – VÁDLI Alkalmi Színházi Társulás – 2016
- Spiró György: Imposztor – Tatabányai Jászai Mari Színház – 2016
- Bartis Attila: Rendezés – Víg Színház – 2017
- Szép Ernő: Vőlegény – Kecskeméti Katona József Színház – 2017
- Anders Thomas Jensen – Ádám almái – Radnóti Miklós Színház – 2017
- John Goodman – Az oroszlán télen – Orlai produkciós iroda – Belvárosi Színház
- W.Shakespeare: A vihar – Budapest Bábszínház – 2018
- David Llinsay Abaire – Tökéletlenek – Centrál Színház - 2018
- W.Shakespeare: Macbeth – Jászai Mari Színház/Szkéné – 2018
- Dragomán György: Kalucsni – Móricz Zsigmond Színház Nyíregyháza- 2019
- Andrej Saromonawitz: Tesztoszteron – Csokonai Színház Debrecen – 2019
- Matei Visniec: III.Richárd betíltva – Szkéné Színház 2020
- Paolo Genovese: Teljesen idegenek - Jászai Mari Színház – 2020
- Bodor johanna- Ari Barbara- Szikszai Rémusz: Nem baj, majd megértem -  	Orlai produkció – 2021
- Martin McDonagh: Nagyon nagyon nagyon sötét dolog – Szegedi Nemzeti  Színház - 2021
- Gianina Carbunariu/Bíró Bencze/Szikszai R: Tigris- Stúdió K 2021
- László Miklós: Illatszertár - Jászai Mari Színház – 2022
- Tracy Letts: Augusztus Oklahomában - Móricz Zsigmond Színház, 2022
- Tiger Lillies/Parti Nagy Lajos: Jógyerekek képeskönyve, Jászai Mari Színház, 		2022
- Dekameron 2023 – Budapest Bábszínház – 2023.
- Móricz Zsigmond: Rokonok – Szegedi Nemzeti Színház – 2023
- Martin McDonagh: Hóhérok – Jászai Mari Színház – 2023

## Jelentős színházi szerepei
- Ganeymed goes europe – wenn es soweit ist
- P. Blake: Római vakáció– Irwing Radovich
- Fráter Zoltán: Hát hogy szeret maga engem – Krúdy
- Parti Nagy Lajos: A pecsenyehattyú és más mesék
- Steinbeck: Édentől keletre – Will Hamilton
- Michael Frayn: Még egyszer hátulról – Roger Lillicap (Gerry)
- Kurt Weill – Bertolt Brecht: Koldusopera – Tigris Brown
- Mrożek: Mulatság – B legény
- Goldoni – Mohácsi: Kávéház– Don Eugenio
- Molière: Tartuffe – Tartuffe
- W. Shakespeare: Romeo és Julia – Lőrinc barát
- W. Shakespeare: Szentivánéji álom – Lysander
- A.P. Csehov: Három nővér – Andrej
- Urs Widmer: Top Dogs – Bihler
- Gombrowicz: Operett – Professor
- John Webster: Amalfi hercegnő –Antonio
- H. Pinter: Hazatérés – Joey
- L. Pirandello: Hat szereplő szerzőt keres – Fiú
- W. Shakespeare: Romeo és Julia – Tybalt
- M. Maeterlinck: Pelléas és Mélisande – Kis Yniold
- Friedrich Dürrenmatt: A vak – Palamedes
- P. Oswald: Versekkel kártyázó szép hölgyek – Yoshitsugu
- Csehov: Ivanov – Dr.Lvov
- Foster: Tom Paine – Kikiáltó
- Stoppard: Rosencrantz és Guildenstern – Alfréd
- Tenkes kapitánya – báró Eberstein Eckbert ezredes
- Forgách András: A kulcs (kortárs komédia) – Öcs
- Sárosi István: Gyilkos etüdök – Halál Á-dúrban, két szólamra, hat hangszerre
- Rejtő Jenő: Csontbrigád – Sirone kapitány
- Rudyard Kipling – Csergoffy Judit – Deák Tamás: Dzsungel – Ká
- Kárpáti Péter: Díszelőadás – Becsirovics
- Tasnádi István: Titanic vízirevü – Vasile
- Szép Ernő: Lila ákác – Lali
- Kárpáti Péter: Világvevő – Misi
- Kárpáti Péter: Tótferi – Tótferi
- Egressy Zoltán: Kék, kék, kék – Indigo
- Spiró György: Fogadó a Nagy Kátyúhoz –Szellemfi
- Déry Tibor: Szerelem – Főkapitány
- Heltai Jenő: Naftalin – Dr. Szakolczay Bálint
- Závada Pál: Jadviga párnája – Miki, Gyurkovics kapitány, Kurilla
- Tasnádi István: Finito – Pál

## Televíziós és filmszerepei
- Pokoli rokonok (magyar sorozat, 2025)
- A mi kis falunk (magyar sorozat, 2024)
- Mellékhatás (magyar sorozat, 2023)
- Pepe (magyar sorozat, 2023)
- Nyugati nyaralás (magyar vígjáték, 2022)
- Elk*rtuk (magyar film, 2021)
- Pilátus (magyar film, 2020)
- Hab (magyar film, 2020)
- Drága örökösök (magyar sorozat, 2019)
- A tanár (magyar sorozat, 2018)
- A Viszkis (magyar akcióf., 2017)
- Parti Nagy Lajos-Molière: Tartuffe (tévéfilm) rendező (2016)
- A berni követ (magyar tévéf., 2014)
- Jóban Rosszban (magyar drámasorozat, 2011–2012)
- Legjobb szándék (magyar-román filmdráma, 2011)
- Indexre téve (magyar ism. sor., 2010)
- Vasút kincse (magyar rövidf., 2010)
- Csillagszedő Márió (magyar kisjátékf., 2009)
- Bújjék a Kosárba! (magyar szór. műsor, 2009)
- Budapest, nőváros (magyar tévéf., 2008)
- Szalon – Vendégségben Zoób Katinál (magyar ism. sor., 2006)
- Magyar vándor (magyar vígj., 2004)
- Mrożek: Mulatság (magyar színházi közv.)

## CD-k, hangoskönyvek
- Lee Child: Az őrszem